# Втрати МіГ-29 ВПС України з 2022
У статті наведено дані втрат МіГ-29 Військово-Повітряними Силами України з моменту введення військового стану президентом Зеленським
Стоїть на озброєнні 40 Київської, 114 Івано-Франківської та 204 Луцької бригад

## Бойові втрати
| №   | Дата              | Бортовий номер | Пілот                                                | Бригада  | Місце                     | Обставини           |
| --- | ----------------- | -------------- | ---------------------------------------------------- | -------- | ------------------------- | ------------------- |
| 1.  | 24 лютого 2022    | Білий 5        | Єрко Вячеслав — підполковник, командир ескадрильї    | 40 БрТА  | Київська область          | Збитий у повітрі    |
| 2.  | 24 лютого 2022    | Білий 90       | Коханський Володимир — підполковник, інспектор       | 40 БрТА  | Київська область          | Збитий у повітрі    |
| 3.  | 24 лютого 2022    | Білий 7        | Радіонов Вячеслав — стар.лейтенант                   | 40 БрТА  | Київська область          | Збитий у повітрі    |
| 4.  | 24 лютого 2022    |                | Пасулько Роман — лейтенант                           | 40 БрТА  | Київська область          | Збитий у повітрі    |
| 5.  | 25 лютого 2022    | Синій 35       | живий                                                | 114 БрТА | Івано-Франківська область | Невідомо            |
| 6.  | 2 березня 2022    | Білий 16       | Бринжала Олександр — майор,                          | 40 БрТА  | Житомирська область       | Збитий у повітрі    |
| 7.  | 8 березня 2022    | Білий 9        | Люташин Андрій — майор, начальник підготовки         | 40 БрТА  | Київська область          | Збитий у повітрі    |
| 8.  | 9 березня 2022    | Синій 10       | Лисенко Євгеній — майор командир ескадрильї          | 204 БрТА | Житомирська область       | Збитий у повітрі    |
| 9.  | 13 березня 2022   | Білий 57       | Тарабалка Степан — майор                             | 114 БрТА | Житомирська область       | Збитий у повітрі    |
| 10. | 16 березня 2022   | Білий 15       |                                                      | 40 БрТА  | Чернігівська область      | Невдале приземлення |
| 11. | 23 березня 2022   | Білий 45       | Чумаченко Дмитро — капітан командир авіаційної ланки | 204 БрТА | Житомирська область       | Збитий у повітрі    |
| 12. | 7 квітня 2022     | Білий 43       | Листопад Антон — капітан, ведучий                    | 204 БрТА | Харківська область        | Збитий у повітрі    |
| 13. | 25 вересня 2022   | Синій 28       | Редькін Тарас — майор, засупник командира ескадрильї | 204 БрТА | Миколаївська область      | Збитий у повітрі    |
| 14. | 12 грудня 2022    | Синій 33       | Ворошилов Вадим живий                                | 204 БрТА | Вінницька область         | Врізався в БПЛА     |
| 15. | 7 січня 2023      | н/д            | ?                                                    |          | Донецька область          | Збитий у повітрі    |
| 16. | 10 лютого 2023    | н/д            | Шкаревський Дмитро живий                             | 114 БрТА | Вінницька область         | Врізався в БПЛА     |
| 17. | 2 червня 2023     | Білий 12       | Савєльєв Владислав — майор                           | 114 БрТА | Донецька область          | Збитий у повітрі    |
| 18. | 5 січня 2024      | 405            | Залістовський Владислав — капітан                    | 114 БрТА |                           | Збитий у повітрі    |
| 19. | 8 березня 2024    | 371            | Ткаченко Андрій — майор                              | 114 БрТА | Донецька область          | Збитий у повітрі    |
| 20. | 27 квітня 2024    |                | Коренчук Валентин — командиром ескадрильї            | 40 БрТА  |                           | Збитий у повітрі    |
| 21. | 12 серпня 2024    | Білий 72       | Мигуля Олександр — капітан                           | 40 БрТА  |                           | Збитий у повітрі    |
| 22. | 23 листопада 2023 |                | позивний Джеф                                        | 114 БрТА | Донецька область          | Збитий у повітрі    |

## Втрати на аеродромі
20 квітня 2024 знищений в ангарі на аеродромі в Полтавській області приналежність невідома
На базі в Староконстантинові знищено авіаударом чотири міги
В Івано-Франківську знищено ще шість літаків даного типу
Ще два таких літаки були уражені на Миколаевщиніі ще один літак
1. ↑  Провели в останній політ: під Києвом в повітряному бою героїчно загинув льотчик В’ячеслав Єрко. 44.ua - Сайт міста Києва (укр.). Процитовано 30 серпня 2024.
2. ↑  Романенко, Aнна (8 травня 2022). Уманщина провела в останню путь бойового льотчика. Видання Вичерпно (укр.). Процитовано 30 серпня 2024.
3. ↑  «Это он отвлек внимание воздушных российских бандитов»: в Василькове похоронили летчика, посмертно ставшего Героем Украины. fakty.ua (рос.). Процитовано 30 серпня 2024.
4. ↑  У Василькові поховали молодого пілота Романа Пасулька, який загинув у перший день повномасштабної війни. КИЇВ24 (укр.). 9 травня 2022. Процитовано 30 серпня 2024.
5. ↑  Відомі перші деталі падіння літака на Тлумаччині. Галицький Кореспондент (укр.). 26 лютого 2022. Процитовано 30 серпня 2024.
6. ↑  Чемпіон світу, льотчик і 30-річний майор: ще 5 захисників стали Героями України посмертно. НТА (укр.). 3 квітня 2022. Процитовано 30 серпня 2024.
7. ↑  «Вночі у небо злітали літаки. Зрозуміла – трапилась біда», – вдова льотчика з луцького аеродрому. web.archive.org. 27 березня 2022. Архів оригіналу за 27 березня 2022. Процитовано 30 серпня 2024.{{cite web}}:  Обслуговування CS1: bot: Сторінки з посиланнями на джерела, де статус оригінального URL невідомий (посилання)
8. ↑  Іванческул, Дмитро (25 березня 2022). Арестович спростував фейк про загибель "Привида Києва": пішов у небо інший Герой України. Фото. WAR OBOZREVATEL (укр.). Процитовано 30 серпня 2024.
9. ↑  542 — Postimages. postlmg.cc. Процитовано 30 серпня 2024.
10. ↑  Загинули двоє військових Севастопольської бригади з Луцької громади. Волинські новини. 30 серпня 2024. Процитовано 30 серпня 2024.
11. ↑  Назавжди пішли у небо: в Івано-Франківську поховали найкращих військових льотчиків України. ТСН.ua (укр.). 16 серпня 2022. Процитовано 30 серпня 2024.
12. ↑  У бою з окупантами загинув льотчик з Луцької бригади. lutsk.rayon.in.ua (укр.). 9 жовтня 2022. Процитовано 30 серпня 2024.
13. ↑  Accident Mikoyan-Gurevich MiG-29 (9.13) 10 Blue, Wednesday 12 October 2022. asn.flightsafety.org. Процитовано 30 серпня 2024.
14. ↑  Accident Mikoyan-Gurevich MiG-29 , Saturday 7 January 2023. asn.flightsafety.org. Процитовано 30 серпня 2024.
15. ↑  Accident Mikoyan-Gurevich MiG-29 , Friday 10 February 2023. asn.flightsafety.org. Процитовано 30 серпня 2024.
16. ↑  Accident Mikoyan-Gurevich MiG-29MU2 12 White, Friday 2 June 2023. asn.flightsafety.org. Процитовано 30 серпня 2024.
17. ↑  Accident Mikoyan-Gurevich MiG-29GT 405, Friday 5 January 2024. asn.flightsafety.org. Процитовано 30 серпня 2024.
18. ↑  Accident Mikoyan-Gurevich MiG-29 , Friday 8 March 2024. asn.flightsafety.org. Процитовано 30 серпня 2024.
19. ↑  Захищав небо Києва. Українці попрощалися з видатним льотчиком Валентином Коренчуком. РБК-Украина (укр.). Процитовано 31 серпня 2024.
20. ↑  2024 mig29 destr 27 04 24 — Postimages. postlmg.cc. Процитовано 30 серпня 2024.
21. ↑  На підбитому літаку знищив російський ЗРК С-400: історія пілота «Джефа». armyinform.com.ua (укр.). Процитовано 31 серпня 2024.
22. ↑  2003 mig29 destr 20 04 24 — Postimages. postimg.cc. Процитовано 30 серпня 2024.
23. ↑  Incident MiG-29 (X4) & 1 Su-24 , Thursday 24 February 2022. asn.flightsafety.org. Процитовано 31 серпня 2024.
24. ↑  asn.flightsafety.org https://asn.flightsafety.org/wikibase/276279. Процитовано 31 серпня 2024. {{cite web}}: Пропущений або порожній |title= (довідка)
25. ↑  Accident Sukhoi Su-24 , Wednesday 15 June 2022. asn.flightsafety.org. Процитовано 31 серпня 2024.
26. ↑  Incident Mikoyan-Gurevich MiG-29 , Monday 25 September 2023. asn.flightsafety.org. Процитовано 31 серпня 2024.